# Spominjam se ...
Spominjam se ... (tudi Amarkord, italijansko Amarcord) je italijanski komično-dramski film iz leta 1973, ki ga je režiral Federico Fellini in zanj tudi napisal scenarij skupaj s Toninom Guerro. Prikazuje delno avtobiografsko zgodbo o mladostniku Tittu, ki odrašča ob ekscentričnih likih v vasi Borgo San Giuliano pri Riminiju v času fašistične Italije v 1930-ih. Naslov filma se nanaša na romagnolsko frazo a m'arcôrd (»Spominjam se«) in je v italijanščini postal neologizem s pomenom nostalgične ukinitve. 
Tittovo čustveno izobraževanje se simbolno nanaša na italijansko »izgubo vesti«. Fellini se posmehuje Mussoliniju in Rimskokatoliški cerkvi, ki sta »ujela Italijane v večno adolescenco.« Film je bil premierno prikazan 18. decembra 1973 in naletel na dobre ocene kritikov. Na 47. podelitvi je osvojil oskarja za najboljši tujejezični film, nominiran pa je bil še za režijo in izvirni scenarij.

## Vloge
- Bruno Zanin kot Titta
- Magali Noël kot Gradisca
- Pupella Maggio kot Miranda Biondi
- Armando Brancia kot Aurelio Biondi
- Giuseppe Ianigro kot Tittov dedek
- Nando Orfei kot Lallo
- Ciccio Ingrassia kot Teo
- Stefano Proietti kot Oliva
- Donatella Gambini kot Aldina Cordini
- Gianfranco Marrocco kot grofov sin
- Ferdinando De Felice kot Cicco
- Bruno Lenzi kot Gigliozzi
- Bruno Scagnetti kot Ovo
- Alvaro Vitali kot Naso
- Francesco Vona kot Candela
- Maria Antonietta Beluzzi kot trafikant
- Josiane Tanzilli kot Volpina